# Erdélyi-középhegység
Az Erdélyi-középhegység vagy Erdélyi-szigethegység (románul Munții Apuseni, vagyis „Nyugati-hegység”) a Kárpát-medence keleti részén terül el, a Nyugati-Kárpátoknak nevezett hegységegyüttes északi csoportjaként. Az Erdélyi-középhegység a Keleti- és a Déli-Kárpátokkal együtt az Erdélyi-medencét veszi körbe.
Határai északon a Szamoshát és a Szilágyság dombvidéke, nyugaton az Alföld, délen a Ruszka-havas és Kudzsiri-havasok, keleten pedig az Erdélyi-medence. Az Erdélyi-középhegység területe 20 000 km², átmérője 140–160 km. Három hegycsúcsa éri el az 1800 m magasságot: Nagy-Bihar (1847 m), Öreghavas (1825 m), és a Vigyázó-csúcs (1836 m).
A hegységet geológiailag két részre lehet osztani: a déli rész kristályos palából, míg az északi rész mészkőből áll. A hegység déli felében terül el a Pádis-fennsík.

## Részei
Az Erdélyi-középhegység részei:
- Szilágysági-dombvidék (Dealurile Silvaniei) (ide tartozik a Szilágysági-Bükk hegység és a Kővár-hegység)

A Sebes-Körös völgyétől északra két alacsony hegység:
- Réz-hegység (Munții Plopișului, Muntele Ses)
- Meszes-hegység ( Munții Meseș)

A hegycsoport központi hegytömbje:
- Bihar-hegység (Munții Bihor)
- Vigyázó-hegység vagy Kalota-havas (Masivul Vlădeasa)
- Gyalui-havasok (Munții Gilăului)
- Öreghavas (Muntele Mare)

A hegycsoport nyugati hegységei:
- Király-erdő (Munții Pădurea Craiului)
- Béli-hegység (Munții Codru-Moma)
- Zarándi-hegység (Munții Zărand)

A hegycsoport déli hegységei:
- Erdélyi-érchegység (Munții Metaliferi)
- Torockói-hegység (Munții Trascău)

## Folyók
Az Erdélyi-középhegységből több fontos folyó ered:
- Kraszna
- Berettyó
- Sebes-Körös
- Fekete-Körös
- Fehér-Körös
- Kis-Szamos
- Aranyos